# Marcelino García Toral
Marcelino García Toral, noto semplicemente come Marcelino (Villaviciosa, 14 agosto 1965), è un allenatore di calcio ed ex calciatore spagnolo, di ruolo centrocampista, tecnico del Villarreal.

## Carriera

### Giocatore

#### Club
Inizia a giocare con lo Sporting Gijón e nel 1985 debutta in Primera División. Dopo quattro stagioni, nel 1989, passa al Racing Santander in Segunda División e dopo un anno retrocede in Tercera División. Si trasferisce quindi al Levante, squadra militante in Segunda División, ma anche questa volta la sua prima stagione si conclude con la retrocessione. La sua ultima squadra è stata l'Elche, con la quale si è ritirato a 28 anni in seguito ad un infortunio a un ginocchio.

#### Nazionale
Ha partecipato con la Nazionale spagnola Under-20 ai Mondiali Under-20 del 1985 segnando un gol ai quarti di finale contro la Bulgaria e raggiungendo, sotto la guida di Jesús María Pereda, la finale persa 1-0 contro il Brasile a Mosca. Ha collezionato anche otto presenze con l'Under-21.

### Allenatore

#### Esordi
Inizia la sua carriera da allenatore sulla panchina del Lealtad, squadra della Tercera División che portò in Segunda B. Nel 2001 diventa l'allenatore dello Sporting Gijón B. Nel 2003 diventa l'allenatore della prima squadra. Guida per due anni la squadra delle Asturie in Segunda División, ottenendo un quinto e un decimo posto.

#### Recreativo Huelva
Nel 2005 passa al Recreativo de Huelva con cui ottiene la promozione in massima serie.
Nella stagione 2006-2007 allena quindi per la prima volta nella Liga, arrivando in ottava posizione. Questo risultato gli permette di vincere il Trofeo Miguel Muñoz, assegnato ogni anno al miglior allenatore del campionato.

#### Racing Santander e Real Saragozza
Un anno dopo passa al Racing Santander con cui conclude il campionato al sesto posto, permettendo alla squadra della Cantabria di accedere alla Coppa UEFA per la prima volta nella sua storia, e raggiunge le semifinali di Coppa del Re, altro primato nella storia del Racing, dove viene eliminato dal Getafe.
Nel 2008 passa al Real Saragozza, appena retrocesso in Segunda División, diventando il tecnico più pagato della Spagna dopo l'esonero di Bernd Schuster dal Real Madrid. Con gli aragonesi ottiene subito la promozione in massima serie e vince per la seconda volta il Trofeo Muñoz.
Rimane alla guida della squadra anche nella stagione successiva ma i risultati non sono buoni: il club rischia di retrocedere per la seconda volta in tre stagioni e viene eliminato al primo turno dalla Coppa del Re. Viene esonerato dopo aver perso alla Romareda per 2-1 contro l'Athletic Bilbao e viene sostituito dall'allenatore del Real Saragozza B José Aurelio Gay, che conclude il campionato al quattordicesimo posto.
Nel febbraio 2011 il nuovo presidente indiano del Racing Santander Ahsan Ali Syed ingaggia Marcelino per sostituire l'esonerato Miguel Ángel Portugal. Conclude il campionato al dodicesimo posto raggiungendo la tanto sospirata salvezza ma non rinnovando col club visto le divergenze con la nuova società.

#### Siviglia
Nel mese di giugno lascia il Racing Santander e viene ingaggiato dal Siviglia per sostituire Gregorio Manzano. Firma un contratto annuale con l'opzione di rinnovo per altre due stagioni. Il 6 febbraio 2012 viene esonerato in seguito alla sconfitta per 2-1 contro il Villarreal dopo un periodo negativo di cattivi risultati, che avevano portato il club sivigliano a collezionare soltanto 2 punti in 7 partite.

#### Villarreal
Il 14 gennaio 2013 diventa l'allenatore del Villarreal, club che milita nella Segunda División. Conduce la squadra alla promozione in Primera Division grazie al secondo posto ottenuto al termine del torneo. Nelle successive tre stagioni ottiene tre buoni piazzamenti in campionato, incluso un quarto posto nella stagione 2015-2016, e una semifinale di Europa League nella stessa annata. Il 10 agosto 2016, a pochi giorni dal play-off di Champions League contro il Monaco, si dimette a seguito di divergenze con la società e lo spogliatoio.
Nel novembre 2016 è stato vicino a diventare allenatore dell'Inter, che però non lo ha assunto preferendogli Stefano Pioli.

#### Valencia
L'11 maggio 2017 firma il contratto che lo lega per due anni al Valencia. Alla sua prima stagione riporta la squadra in UEFA Champions League grazie al quarto posto in campionato e arriva in semifinale di Coppa del Re, persa con il Barcellona (0-1, 0-2). Nella stagione successiva riconferma il quarto posto e si rende protagonista di un'ottima annata nelle coppe, con il raggiungimento della semifinale di Europa League, successiva al terzo posto ottenuto nel girone di Champions, e il successo in Coppa del Re, il primo dopo undici anni, contro i quattro volte campioni in carica del Barcellona (2-1).
A causa di contrasti con il presidente Peter Lim dovuti ad alcune scelte di calciomercato, l'11 settembre 2019 è esonerato dall'incarico dopo sole tre giornate del campionato 2019-2020, con un bilancio di una vittoria, un pari e una sconfitta.

#### Athletic Bilbao
Il 4 gennaio 2021 viene annunciato come nuovo tecnico dell'Athletic Bilbao, firmando un contratto fino al 2022. Subito vince la Supercoppa di Spagna, battendo in semifinale il Real Madrid per 2-1 e in finale il Barcellona per 3-2 (dopo i tempi supplementari), nella gara giocata allo stadio de la Cartuja di Siviglia. Ad aprile perde due finali di Coppa del Re: quella del 2019-2020 contro la Real Sociedad, che era stata rinviata a causa del COVID, e quella della stagione 2020-2021 contro il Barcellona. In campionato invece si piazza 10º.
Nella stagione seguente il 16 gennaio 2022 perde la Supercoppa contro il Real Madrid, in Copa del Rey arriva fino alla semifinale venendo eliminato dal Valencia e si piazza 8º in campionato. Il 24 maggio decide di lasciare l'Athletic per la poca fiducia dimostratagli dal club.

#### Olympique Marsiglia
Il 23 giugno 2023, dopo un anno di inattività, viene ingaggiato dall'Olympique Marsiglia al posto di Igor Tudor, firmando un contratto di due anni.
Il 20 settembre 2023, inviso a una parte del tifo, si dimette dall'incarico per ragioni extra-sportive, con la squadra al quarto posto in Ligue 1, malgrado l'imbattibilità e i 9 punti ottenuti in 5 incontri.

#### Ritorno al Villarreal
Il 13 novembre 2023, a distanza di sette anni, fa ritorno al Villarreal, con cui sottoscrive un contratto di due anni e mezzo. Termina il campionato all'ottavo posto.

## Statistiche

### Statistiche da allenatore
Statistiche aggiornate al 25 maggio 2025. In grassetto le competizioni vinte.
| Stagione                 | Squadra                  | Campionato               | Campionato | Campionato | Campionato | Campionato | Coppe nazionali | Coppe nazionali | Coppe nazionali | Coppe nazionali | Coppe nazionali | Coppe continentali | Coppe continentali | Coppe continentali | Coppe continentali | Coppe continentali | Altre coppe | Altre coppe | Altre coppe | Altre coppe | Altre coppe | Totale | Totale | Totale | Totale | % Vittorie | Piazzamento |
| Stagione                 | Squadra                  | Comp                     | G          | V          | N          | P          | Comp            | G               | V               | N               | P               | Comp               | G                  | V                  | N                  | P                  | Comp        | G           | V           | N           | P           | G      | V      | N      | P      | %          | Piazzamento |
| ------------------------ | ------------------------ | ------------------------ | ---------- | ---------- | ---------- | ---------- | --------------- | --------------- | --------------- | --------------- | --------------- | ------------------ | ------------------ | ------------------ | ------------------ | ------------------ | ----------- | ----------- | ----------- | ----------- | ----------- | ------ | ------ | ------ | ------ | ---------- | ----------- |
| 2003-2004                | Sporting Gijón           | SD                       | 42         | 20         | 10         | 12         | CR              | 1               | 0               | 0               | 1               | -                  | -                  | -                  | -                  | -                  | -           | -           | -           | -           | -           | 43     | 20     | 10     | 13     | 46,51      | 5º          |
| 2004-2005                | Sporting Gijón           | SD                       | 42         | 15         | 12         | 15         | CR              | 1               | 0               | 0               | 1               | -                  | -                  | -                  | -                  | -                  | -           | -           | -           | -           | -           | 43     | 15     | 12     | 16     | 34,88      | 9º          |
| Totale Sporting Gijón    | Totale Sporting Gijón    | Totale Sporting Gijón    | 84         | 35         | 22         | 27         |                 | 2               | 0               | 0               | 2               |                    | -                  | -                  | -                  | -                  |             | -           | -           | -           | -           | 86     | 35     | 22     | 29     | 40,70      |             |
| 2005-2006                | Recreativo Huelva        | SD                       | 42         | 22         | 12         | 8          | CR              | 2               | 1               | 0               | 1               | -                  | -                  | -                  | -                  | -                  | -           | -           | -           | -           | -           | 44     | 23     | 12     | 9      | 52,27      | 1º (prom.)  |
| 2006-2007                | Recreativo Huelva        | PD                       | 38         | 15         | 9          | 14         | CR              | 2               | 0               | 1               | 1               | -                  | -                  | -                  | -                  | -                  | -           | -           | -           | -           | -           | 40     | 15     | 10     | 15     | 37,50      | 8º          |
| Totale Recreativo Huelva | Totale Recreativo Huelva | Totale Recreativo Huelva | 80         | 37         | 21         | 22         |                 | 4               | 1               | 1               | 2               |                    | -                  | -                  | -                  | -                  |             | -           | -           | -           | -           | 84     | 38     | 22     | 24     | 45,24      |             |
| 2007-2008                | Racing Santander         | PD                       | 38         | 17         | 9          | 12         | CR              | 8               | 3               | 4               | 1               | -                  | -                  | -                  | -                  | -                  | -           | -           | -           | -           | -           | 46     | 20     | 13     | 13     | 43,48      | 6º          |
| 2008-2009                | Real Saragozza           | SD                       | 42         | 23         | 12         | 7          | CR              | 1               | 0               | 0               | 1               | -                  | -                  | -                  | -                  | -                  | -           | -           | -           | -           | -           | 43     | 23     | 12     | 8      | 53,49      | 3º          |
| ago.-dic. 2009           | Real Saragozza           | PD                       | 14         | 3          | 3          | 8          | CR              | 2               | 0               | 2               | 0               | -                  | -                  | -                  | -                  | -                  | -           | -           | -           | -           | -           | 16     | 3      | 5      | 8      | 18,75      | Eson.       |
| Totale Real Saragozza    | Totale Real Saragozza    | Totale Real Saragozza    | 56         | 26         | 15         | 15         |                 | 3               | 0               | 2               | 1               |                    | -                  | -                  | -                  | -                  |             | -           | -           | -           | -           | 59     | 26     | 17     | 16     | 44,07      |             |
| feb.-giu. 2011           | Racing Santander         | PD                       | 16         | 7          | 3          | 6          | CR              | 0               | 0               | 0               | 0               | -                  | -                  | -                  | -                  | -                  | -           | -           | -           | -           | -           | 16     | 7      | 3      | 6      | 43,75      | Sub. 12º    |
| Totale Racing Santander  | Totale Racing Santander  | Totale Racing Santander  | 54         | 24         | 12         | 18         |                 | 8               | 3               | 4               | 1               |                    | -                  | -                  | -                  | -                  |             | -           | -           | -           | -           | 62     | 27     | 16     | 19     | 43,55      |             |
| 2011-feb. 2012           | Siviglia                 | PD                       | 21         | 6          | 8          | 7          | CR              | 4               | 3               | 0               | 1               | UEL                | 2                  | 0                  | 1                  | 1                  | -           | -           | -           | -           | -           | 27     | 9      | 9      | 9      | 33,33      | Eson.       |
| gen.-giu. 2013           | Villarreal               | SD                       | 21         | 13         | 6          | 2          | CR              | -               | -               | -               | -               | -                  | -                  | -                  | -                  | -                  | -           | -           | -           | -           | -           | 21     | 13     | 6      | 2      | 61,90      | Sub. 2º     |
| 2013-2014                | Villarreal               | PD                       | 38         | 17         | 8          | 13         | CR              | 4               | 1               | 2               | 1               | -                  | -                  | -                  | -                  | -                  | -           | -           | -           | -           | -           | 42     | 18     | 10     | 14     | 42,86      | 6º          |
| 2014-2015                | Villarreal               | PD                       | 38         | 16         | 12         | 10         | CR              | 8               | 5               | 1               | 2               | UEL                | 12                 | 7                  | 2                  | 3                  | -           | -           | -           | -           | -           | 58     | 28     | 15     | 15     | 48,28      | 6º          |
| 2015-2016                | Villarreal               | PD                       | 38         | 18         | 10         | 10         | CR              | 4               | 1               | 0               | 3               | UEL                | 14                 | 9                  | 3                  | 2                  | -           | -           | -           | -           | -           | 56     | 28     | 13     | 15     | 50,00      | 4º          |
| 2017-2018                | Valencia                 | PD                       | 38         | 22         | 7          | 9          | CR              | 8               | 4               | 1               | 3               | -                  | -                  | -                  | -                  | -                  | -           | -           | -           | -           | -           | 46     | 26     | 8      | 12     | 56,52      | 4º          |
| 2018-2019                | Valencia                 | PD                       | 38         | 15         | 16         | 7          | CR              | 9               | 6               | 1               | 2               | UCL+UEL            | 6+8                | 2+5                | 2+1                | 2+2                | -           | -           | -           | -           | -           | 61     | 28     | 20     | 13     | 45,90      | 4º          |
| ago.-set. 2019           | Valencia                 | PD                       | 3          | 1          | 1          | 1          | CR              | 0               | 0               | 0               | 0               | UCL                | 0                  | 0                  | 0                  | 0                  | -           | -           | -           | -           | -           | 3      | 1      | 1      | 1      | 33,33      | Eson.       |
| Totale Valencia          | Totale Valencia          | Totale Valencia          | 79         | 38         | 24         | 17         |                 | 17              | 10              | 2               | 5               |                    | 14                 | 7                  | 3                  | 4                  |             | -           | -           | -           | -           | 110    | 55     | 29     | 26     | 50,00      |             |
| gen.-giu. 2021           | Athletic Bilbao          | PD                       | 21         | 5          | 10         | 6          | CR              | 6+1             | 3               | 2               | 1+1             | -                  | -                  | -                  | -                  | -                  | SS          | 2           | 2           | 0           | 0           | 30     | 10     | 12     | 8      | 33,33      | Sub. 10º    |
| 2021-2022                | Athletic Bilbao          | PD                       | 38         | 14         | 13         | 11         | CR              | 5               | 3               | 1               | 1               | -                  | -                  | -                  | -                  | -                  | SS          | 2           | 1           | 0           | 1           | 45     | 18     | 14     | 13     | 40,00      | 8°          |
| Totale Athletic Bilbao   | Totale Athletic Bilbao   | Totale Athletic Bilbao   | 59         | 19         | 23         | 17         |                 | 12              | 6               | 3               | 3               |                    | -                  | -                  | -                  | -                  |             | 4           | 3           | 0           | 1           | 75     | 28     | 26     | 21     | 37,33      |             |
| lug.-set. 2023           | Olympique Marsiglia      | L1                       | 5          | 2          | 3          | 0          | CF              | -               | -               | -               | -               | UCL+UEL            | 2+0                | 0+0                | 0+0                | 2+0                | -           | -           | -           | -           | -           | 7      | 2      | 3      | 2      | 28,57      | Dimiss.     |
| nov. 2023-2024           | Villarreal               | PD                       | 14         | 5          | 5          | 4          | CR              | 2               | 1               | 1               | 0               | UEL                | 4                  | 2                  | 1                  | 1                  | -           | -           | -           | -           | -           | 20     | 8      | 7      | 5      | 40,00      | Sub., 8°    |
| 2024-2025                | Villarreal               | PD                       | 38         | 20         | 10         | 8          | CR              | 2               | 1               | 0               | 1               | -                  | -                  | -                  | -                  | -                  | -           | -           | -           | -           | -           | 40     | 21     | 10     | 9      | 52,50      | 5°          |
| Totale Villarreal        | Totale Villarreal        | Totale Villarreal        | 187        | 89         | 51         | 47         |                 | 20              | 9               | 4               | 7               |                    | 30                 | 18                 | 6                  | 6                  |             | -           | -           | -           | -           | 237    | 116    | 61     | 60     | 48,95      |             |
| Totale carriera          | Totale carriera          | Totale carriera          | 622        | 275        | 179        | 168        |                 | 70              | 32              | 16              | 22              |                    | 48                 | 25                 | 10                 | 13                 |             | 4           | 3           | 0           | 1           | 744    | 335    | 205    | 203    | 45,03      |             |

## Palmarès

### Allenatore

#### Club
- Segunda Division: 1

Recreativo Huelva: 2005-2006
- Coppa di Spagna: 1

Valencia: 2018-2019
- Supercoppa di Spagna: 1

Athletic Bilbao: 2021

#### Individuale
- Trofeo Miguel Muñoz : 2

2006-2007 (Primera División, a pari merito con Juande Ramos), 2008-2009 (Segunda División)